# Малиновка (Первомайський район)
Мали́новка (рос. Малиновка) — присілок у складі Первомайського району Томської області, Росія. Входить до складу Куяновського сільського поселення.

## Населення
Населення — 135 осіб (2010; 162 у 2002).
Національний склад (станом на 2002 рік):
- росіяни — 95 %